# Атакуле
Атакуле́ (тур. Atakule) — смотровая башня в Анкаре с вращающейся платформой. Находится в городском районе Чанкая.

## История
Проект разработал турецкий архитектор Рагип Булуч в 1986 году. Открывал сооружение президент Турции Тургут Озал 13 октября 1989 года. Название было выбрано всенародным голосованием. Открывшийся торговый центр Тансаш стал первым в Анкаре и вторым в Турции.
В 2014 году башня вместе с торговым центром была закрыта на реконструкцию. Часть торгового центра была снесена, новый открылся в октябре 2018 года, башня была открыта 19 мая 2022 года.
Диаметр башни — 21 метр, вес — 9 тыс. тонн.
Рядом с башней расположен парк.

## Галерея

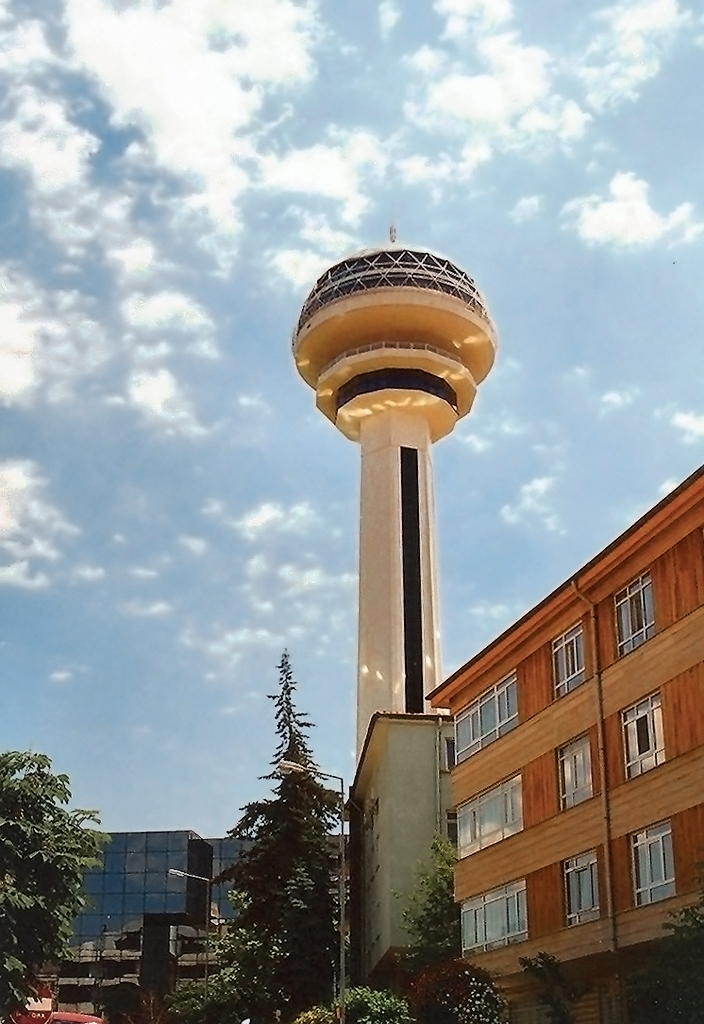
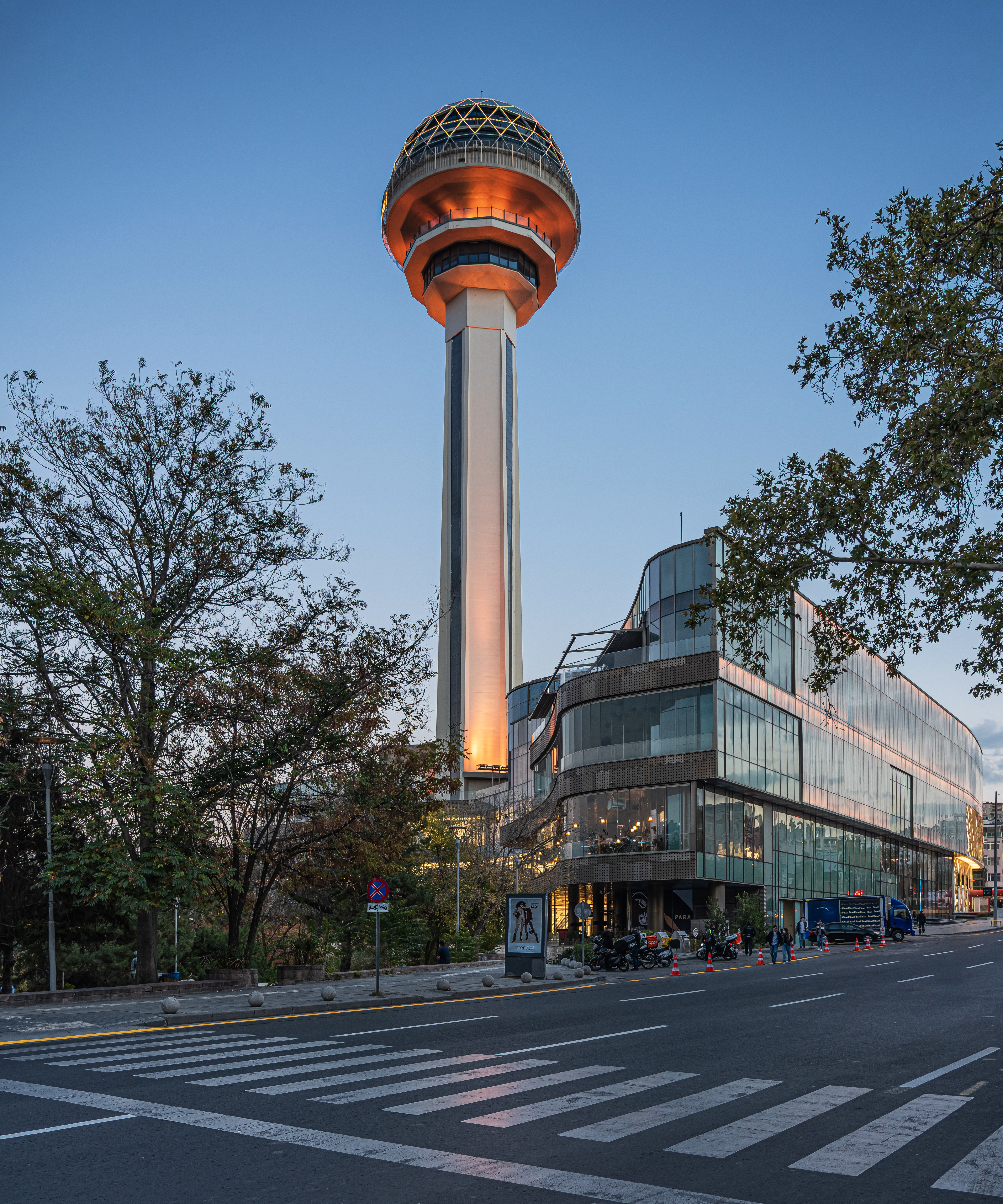
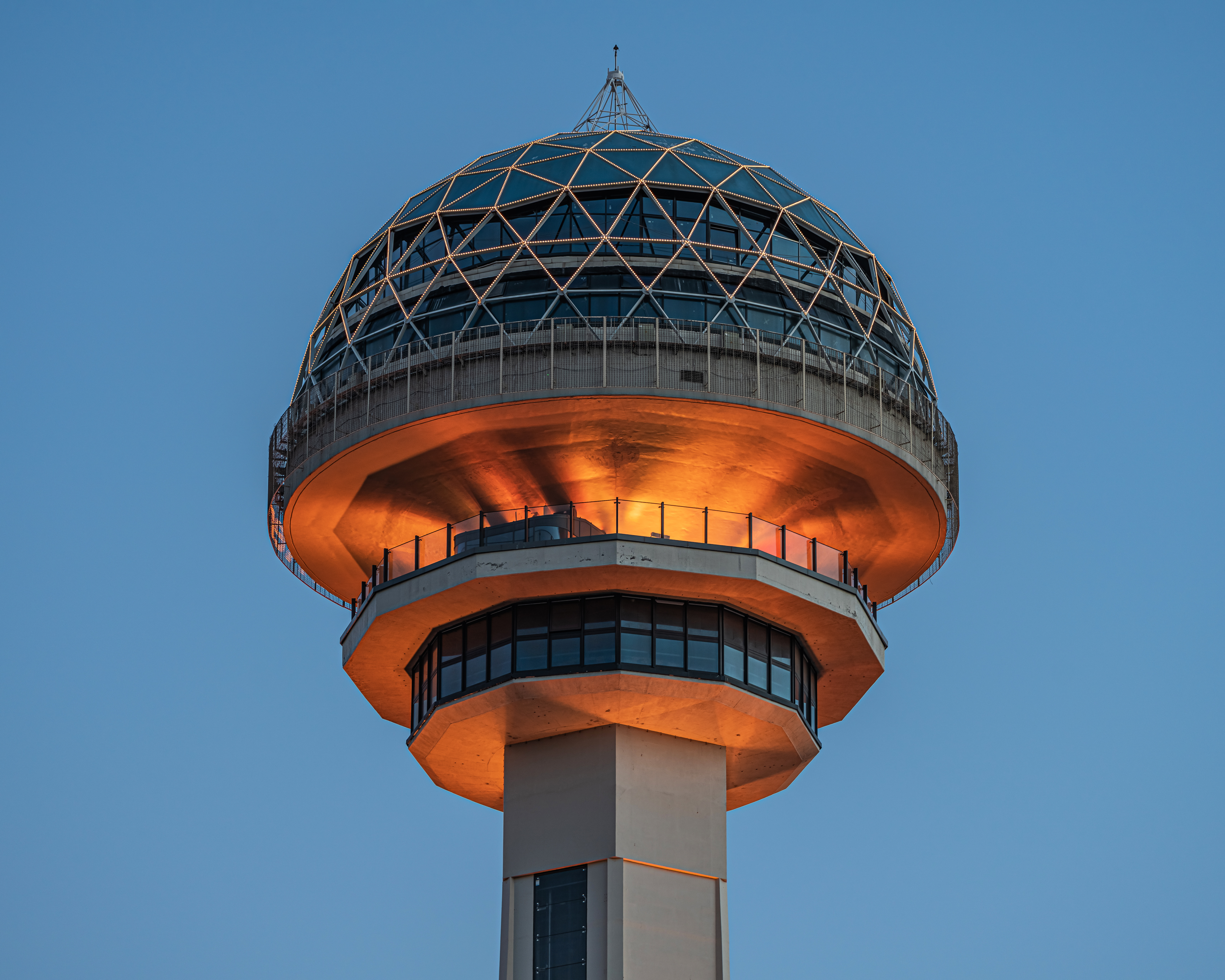